# Sturgeon Lake, Saskatchewan
Sturgeon Lake är en sjö i Kanada.   Den ligger i provinsen Saskatchewan, i den centrala delen av landet, 2 300 km väster om huvudstaden Ottawa. Sturgeon Lake ligger 494 meter över havet.
Omgivningarna runt Sturgeon Lake är en mosaik av jordbruksmark och naturlig växtlighet. Runt Sturgeon Lake är det mycket glesbefolkat, med 4 invånare per kvadratkilometer.